# جون هيكس (لاعب كريكت)
جون هيكس (بالإنجليزية: John Hicks)‏ (10 ديسمبر 1850 - 10 يونيو 1912 في المملكة المتحدة) هو لاعب كريكت بريطاني (وحمل سابقاً جنسية المملكة المتحدة لبريطانيا العظمى وأيرلندا).